# Qaraağacı
Qaraağacı è un comune dell'Azerbaigian situato nel distretto di Tərtər. Conta una popolazione di 1 302 abitanti.